# Keetia ferruginea
Keetia ferruginea är en måreväxtart som beskrevs av Diane Mary Bridson. Keetia ferruginea ingår i släktet Keetia och familjen måreväxter.
Artens utbredningsområde är Tanzania. Inga underarter finns listade i Catalogue of Life.